# Електромагнетизм
Електромагнетизм — фізична теорія взаємозв'язку між більшістю електричних та магнітних явищ, що склалася в першій половині XIX століття завдяки проведенню низки фізичних дослідів, і знайшла своє завершення в розвитку класичної електродинаміки.
Електромагнетизм є галуззю фізики, яка здійснює вивчення електромагнітної сили, тип фізичної взаємодії, що відбувається між електрично зарядженими частинками. Електромагнітна сила, переноситься електромагнітними полями які складаються з електричних і магнітних полів, відповідає за електромагнітне випромінювання, як от світло, і є одною з чотирьох основоположних взаємодій (зазвичай званих силами) в природі. Інші три фундаментальні взаємодії — це сильна взаємодія, слабка взаємодія і тяжіння. За високої енергії, слабка сила і електромагнітна сила, об'єднуються в одну електрослабку силу.
Електромагнітні явища визначаються в вираженнях електромагнітної сили, яку іноді називають силою Лоренца, котра охоплює і електрику і магнетизм, як різні прояви одного й того ж явища. Електромагнітна сила має важливе значення для визначення внутрішніх властивостей більшості предметів, що зустрічаються в повсякденному житті. Електромагнітне тяжіння між атомними ядрами та їхніми орбітальними електронами, утримує атоми вкупі. Електромагнітні сили відповідають за хімічні зв'язки між атомами, які створюють молекули, і міжмолекулярні сили. Електромагнітна сила керує всіма хімічними процесами, які виникають внаслідок взаємодій між електронами сусідніх атомів.
Електричні сили також, дозволяють різним атомам об’єднуватися в молекули, зокрема й макромолекули, як от білки, що утворюють основу життя.  Проте, магнітні взаємодії між спіном і кутовим моментом електронів, також мають вагу у хімічній реакційній здатності;  такі зв'язки вивчаються у спіновій хімії.  Електромагнетизм також має вирішальне значення для сучасної техніки: виробництво, перетворення та розподіл електроенергії;  створення та виявлення світла, тепла та звуку;  волоконно-оптичний і бездротовий зв'язок;  давачі;  обчислення;  електроліз;  гальванічне покриття;  і електричні двигуни та приводи.

I — напрям струму крізь провідник, В — напрям магнітного поля, що виробляється цим струмом.

Існує безліч математичних виражень електромагнітного поля. У класичній електродинаміці, електричні поля виражаються як електричний потенціал і електричний струм.  За законом Фарадея, магнітні поля пов'язано з електромагнітною індукцією і магнетизмом, а рівняння Максвелла показують, як електричні і магнітні поля виробляються і змінюються одне з одним, а також зарядами і струмами.
Теоретичні наслідки електромагнетизму, зокрема встановлення швидкості світла на основі властивостей «середовища» поширення (проникності і діелектричної проникності), привели до створення спеціальної теорії відносності Альбертом Ейнштейном 1905 року.

## Розподіл електричних і магнітних явищ
Хоча електричні та магнітні явища були відомі людству давно, довгий час їх не розрізняли, називаючи таємничу здатність тіл взаємодіяти між собою, загальним терміном
«магнетизм». Але 1600 року англійський лікар Вільям Гілберт оприлюднив книгу, в якій зробив висновок, що властивості постійного магніту і здатність натертого бурштину притягати предмети — безумовно різні явища. Гілберт почав застосовувати латинське слово electricus — бурштиноподібний, для опису властивості бурштину. Відтоді, електрика і магнетизм вважалися двома окремими силами, не пов'язаними між собою.

## Основоположні сили
Електромагнітна сила є однією з чотирьох відомих фундаментальних сил. Іншими основоположними силами є:
- слабка ядерна сила, яка пов'язує всі відомі частинки Стандартної моделі, і деякі форми радіоактивного розпаду. (Однак у фізиці елементарних частинок, електрослабка взаємодія, є єдиним визначенням двох з чотирьох відомих фундаментальних взаємодій природи: електромагнетизму і слабкої взаємодії);
- сильна ядерна сила, яка пов'язує кварки задля утворення нуклонів, і зв'язує нуклони заради утворення ядер;
- тяжіння (гравітаційна сила).

Представлення вектора електричного поля хвилі циркулярно поляризованого електромагнітного випромінення.

Всі інші сили (наприклад, тертя, контактні сили) є похідними від чотирьох основоположних сил (разом з імпульсом, що здійснюється рухом частинок).
Електромагнітна сила, відповідає майже за всі явища повсякденного життя вище ядерних масштабів, за винятком тяжіння. Грубо кажучи, дві сили, беруть участь в електромагнітній силі, котра діє між ядрами атомів і електронами атома. Отож, електромагнітні сили пояснюють, як ці частинки несуть імпульс  завдяки своєму руху. Це враховує і сили, які ми відчуваємо під час «штовхання» або «витягування» звичайних матеріальних об'єктів, й котрі є підсумком міжмолекулярних сил, які діють між окремими молекулами в наших тілах і молекулами предметів. Отже, електромагнітна сила бере участь у всіх формах хімічних явищ.
Потрібна частина розуміння внутрішньоатомних і міжмолекулярних сил, породжується імпульсом руху електронів. У міру того, як кількість електронів стає меншою, їх найменший імпульс збільшується завдяки принципу невизначеності. Поведінка речовини на молекулярному рівні, зокрема її щільність, визначається рівновагою між електромагнітною силою і силою, яка виробляється обміном імпульсів самих електронів.

## Поширення на нелінійні явища

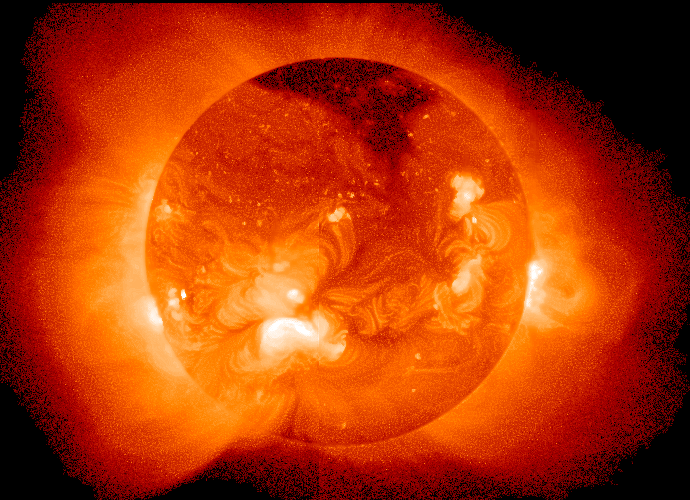
Магнітне перез'єднання в сонячній плазмі викликає сонячні спалахи, складне магнітогідродинамічне явище.

Рівняння Максвелла є лінійними в тому сенсі, що зміна джерел (зарядів і струмів) призводить до пропорційної зміни полів. Нелінійна динаміка може виникати, коли електромагнітні поля з'єднуються з речовиною, що слідує нелінійним динамічним законам. Це вивчається, наприклад, в галузі магнітної гідродинаміки, яка поєднує теорію Максвелла з рівняннями Нав'є — Стокса.

## Величини та одиниці
Електромагнітні одиниці, є частиною системи електричних одиниць, заснованої переважно на магнітних властивостях електричних струмів, водночас основною одиницею SI є ампер. Одиницями є:
- ампер (електричний струм)
- кулон (електричний заряд)
- фарад (ємність)
- генрі (індуктивність)
- ом (опір)
- сименс (провідність)
- тесла (густина магнітного потоку)
- вольт (електричний потенціал)
- ват (потужність)
- вебер (магнітний потік)

В електромагнітній системі CGS, електричний струм є основоположною величиною, яка визначається за законом Ампера, і приймає проникність як безрозмірну величину (відносну проникність), значення якої в вакуумі дорівнює одиниці. Як наслідок, квадрат швидкості світла з'являється явно, в деяких рівняннях, в котрих співвідносяться величини цієї системи.

## Досліди Ерстеда. Магнітна дія струму
Основні статті: Магнетизм, Магнітна сприйнятливість

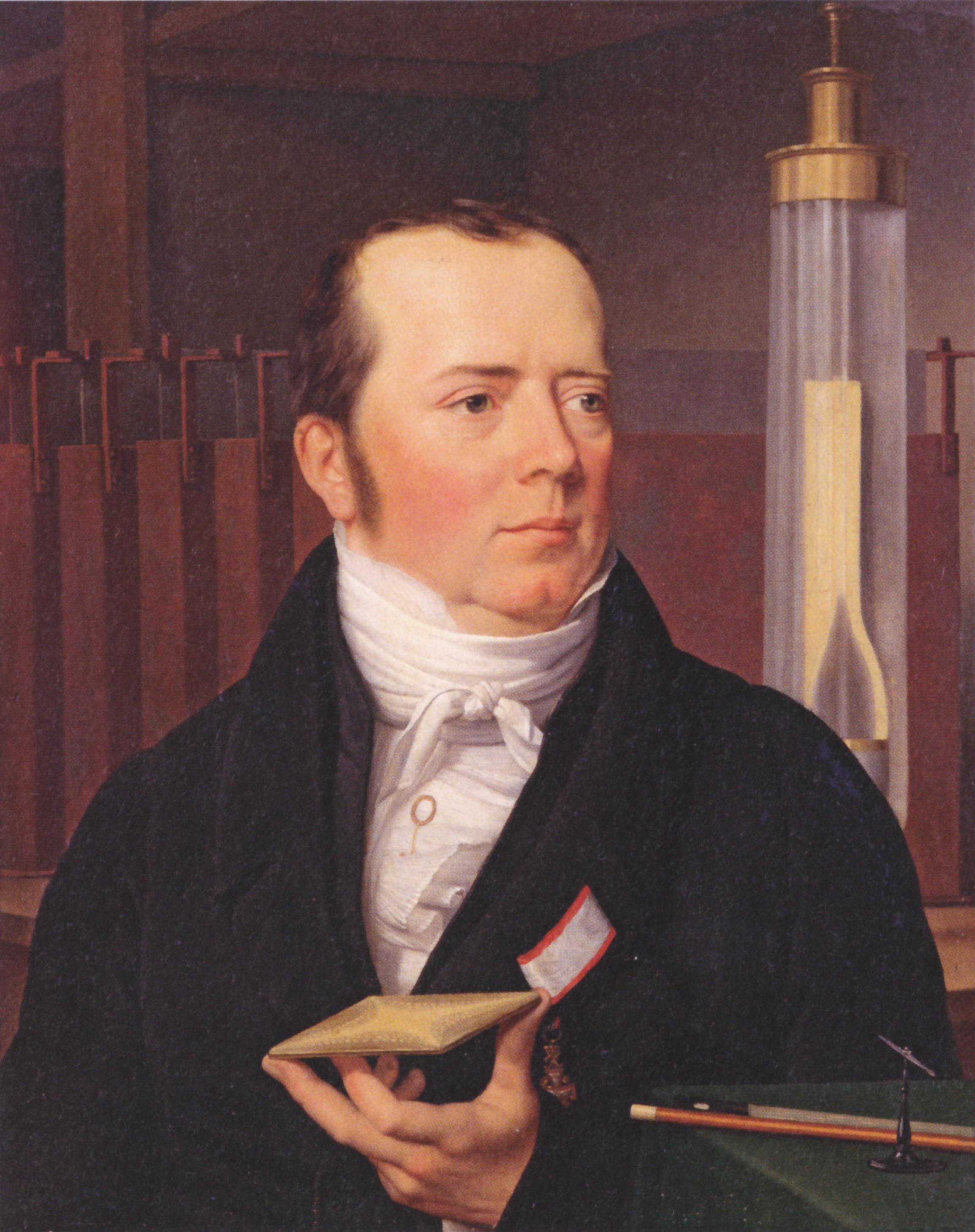
Ганс Крістіан Ерстед

Електромагнетизм вивчали з давніх часів.  Багато стародавніх цивілізацій, зокрема греки та майя, створили різноманітні теорії, щоб пояснити блискавку, статичну електрику та притягання між намагніченими шматками залізної руди.
Зв'язок між електрикою та магнетизмом вперше виявив Ганс Крістіан Ерстед, досліджуючи властивості електричного струму. Готуючись до лекції, увечері 21 квітня 1820 року, він зробив дивне спостереження — помітив, що стрілка компаса відхиляється від північного магнітного полюса, коли електричний струм від батареї, яку він використовував, вмикається і вимикається. Це відхилення навело його на думку, що магнітні поля виходять з усіх боків дроту, по якому проходить електричний струм, подібно до того як поширюється в просторі світло і тепло, і що це спостереження вказує на прямий зв'язок між електрикою і магнетизмом.

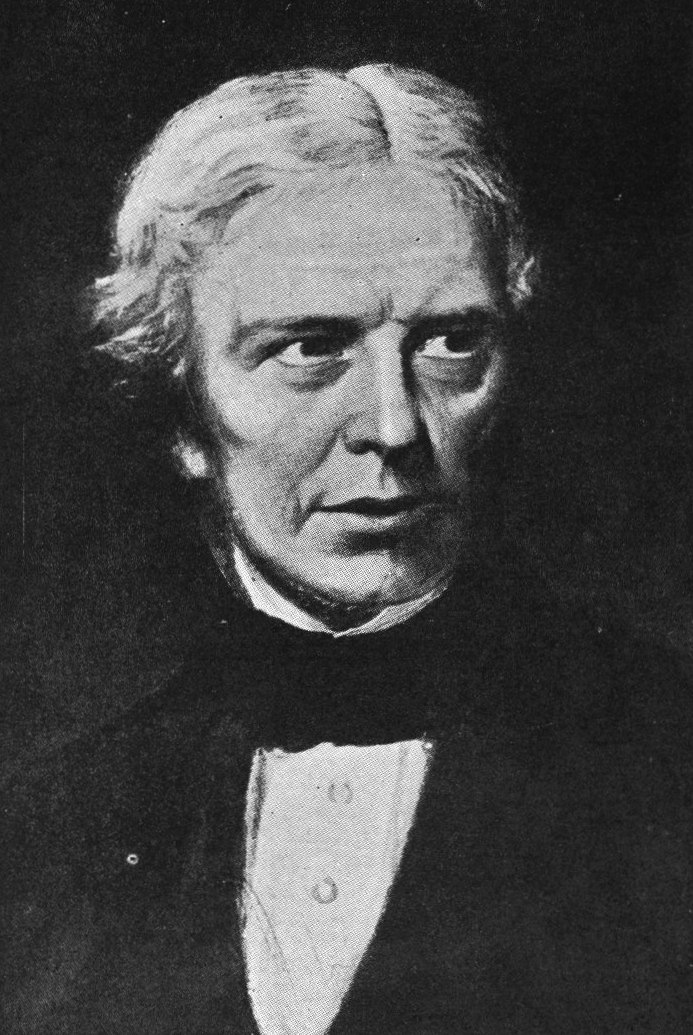
Майкл Фарадей

На мить відкриття, Ерстед не запропонував задовільного пояснення цього явища, і не намагався описати його в математичних викладках. Однак, за три місяці, він став проводити докладніші дослідження. Незабаром після цього, він оприлюднив їхні підсумки, довівши, що електричний струм під час протікання крізь провідник, створює магнітне поле. В системі СГС одиницю напруженості магнітного поля (Е), назвали на честь внеску Ерстеда в дослідження електромагнетизму.

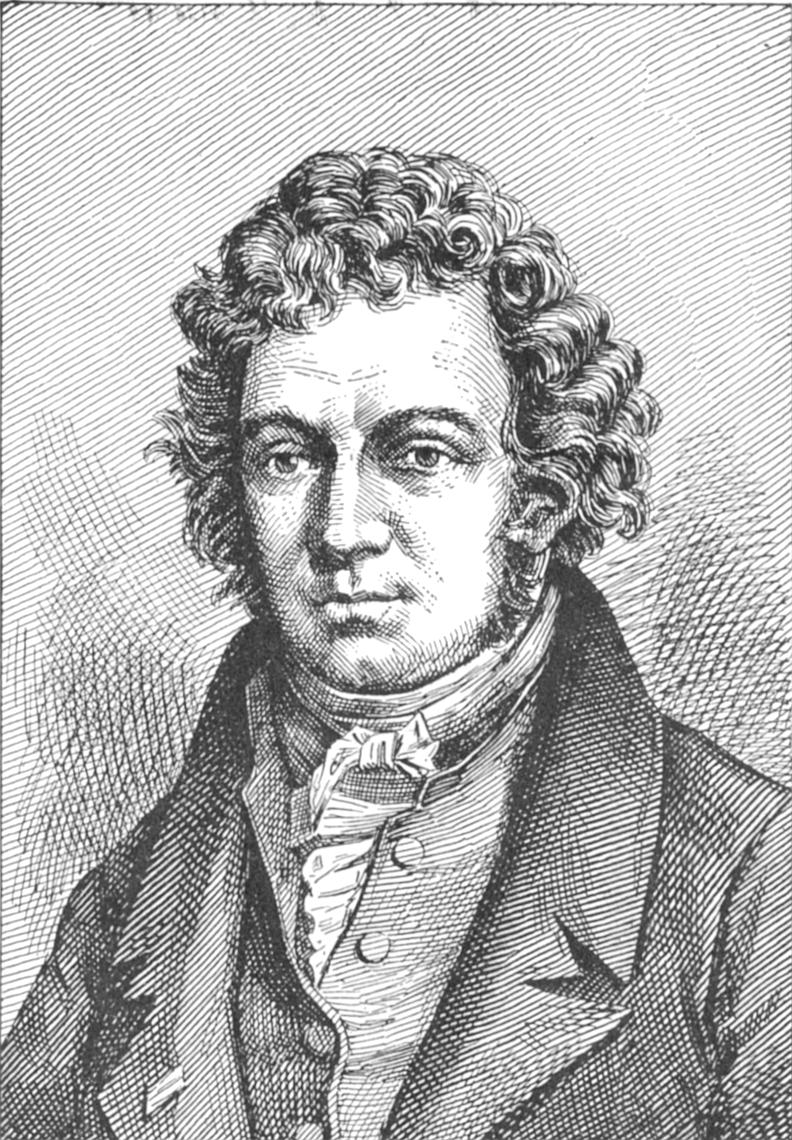
Андре-Марі Ампер

Висновки, зроблені Ерстедом, призвели до пожвавлення досліджень електродинаміки світовим науковим співтовариством. 1820 роком також позначаються роботи Франсуа Араго, який помітив, що провідник, по якому тече електричний струм, притягує до себе залізні ошурки. Він же вперше намагнітив залізні і сталеві дроти, поміщаючи їх усередину котушки мідного дроту, по якому проходив струм. Йому ж вдалося намагнітити голку, помістивши її в котушку і розрядивши через котушку лейденську банку. Незалежно від Араго, намагнічування сталі і заліза струмом відкрив Гемфрі Деві.
Перші кількісні визначення дії струму на магніт, так само стосуються 1820 року і належать французьким науковцям Жану-Батісту Біо і Феліксу Савару, які сформулювали закон Біо-Савара. Досліди Ерстеда вплинули також на французького фізика Андре-Марі Ампера, який представив закономірність взаємодії електромагніта та провідника зі струмом в математичній формі, сформулювавши закон Ампера та закон Ампера для циркуляції магнітного поля.

Ерстед не був єдиним, хто помітив зв'язок між електрикою і магнетизмом. 1802 року, Джованні Доменіко Романьозі, італійський вчений-правознавець, відхиляв магнітну стрілку електростатичними розрядами. Але, насправді, в дослідженнях Романьозі не застосовувався гальванічний елемент і постійний струм як такий, був відсутній. Звіт про відкриття, був оприлюднений 1802 року в італійській газеті, але він виявився здебільшого не поміченим науковим співтовариством того часу.

## Електромагнітна індукція
Основні статті: Електромагнітна індукція, Електромагнітна взаємодія
Ерстед відкрив явище виникнення магнітного поля навколо провідника зі струмом. Зворотне явище створення електричного струму за допомогою магнітного поля, отримало назву електромагнітної індукції, відкриття якої 1831 року належить Майклу Фарадею. Стале магнітне поле не створює електричний струм. Він виникає тільки тоді, коли магнітне поле змінюється, або тоді, коли змінюється площа петлі, утвореної провідником. Узагальнюючи обидва явища, Фарадей зробив висновок, що до виникнення електричного струму веде зміна магнітного потоку через контур.
Дещо раніше, 1821 року, Фарадей відкрив явище обертання рамки зі струмом у магнітному полі й обертання магнітів у полі провідника зі струмом. Разом із електромагнітною індукцією ці відкриття лягли в основу електротехніки, встановивши можливість побудови електродвигуна й генератора електричного струму.

## Основи електродинаміки
Основні статті: Класична електродинаміка, Квантова електродинаміка

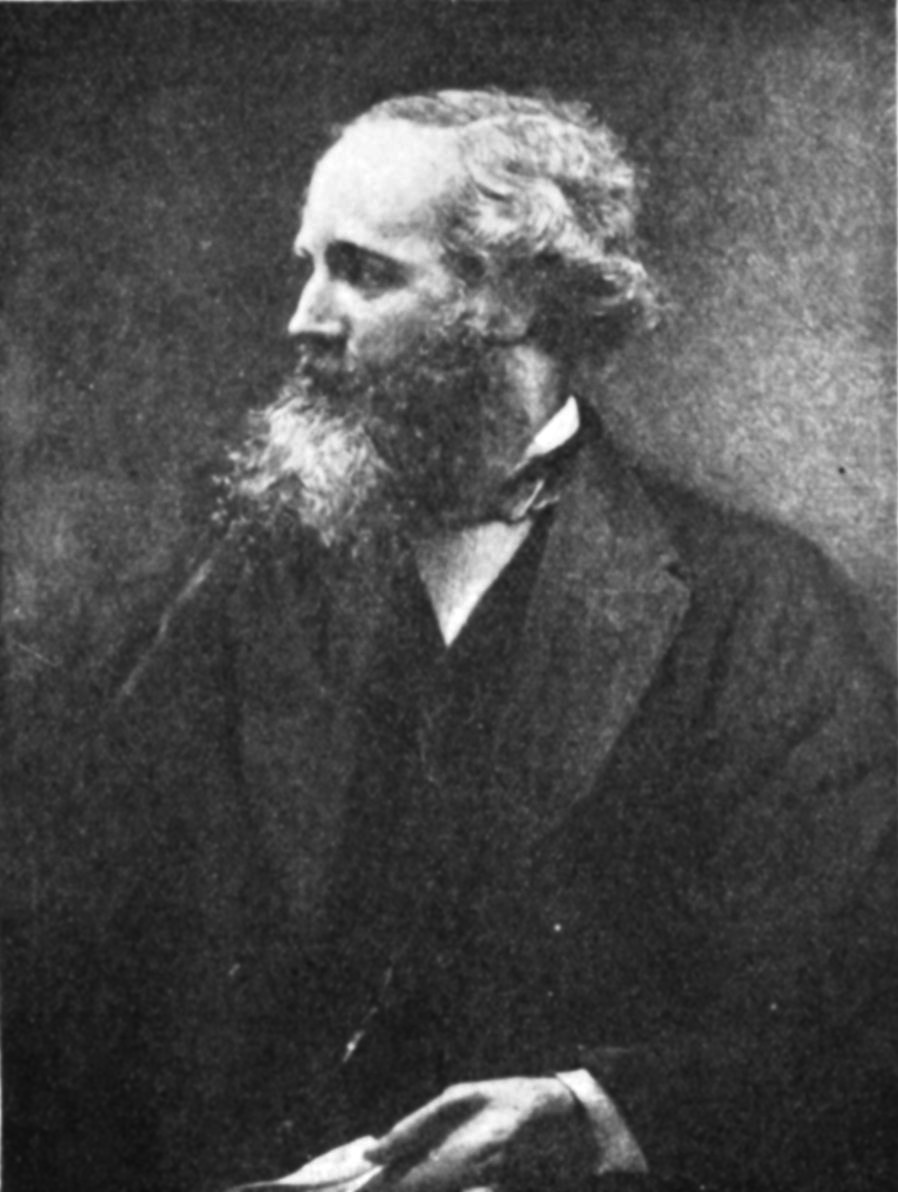
Джеймс Клерк Максвелл

Поширення 1873 року роботи Джеймса Максвелла «Трактат з електрики і магнетизму» показала, що взаємодія додатних і від'ємних зарядів створюється однією силою. Існують чотири основних явища, що витікають з цих взаємодій, які були ясно підтверджені дослідами:
1. Електричні заряди притягуються або відштовхуються один від одного із силою, зворотно пропорційною квадрату відстані між ними: різнойменні заряди притягуються, однойменні — відштовхуються. Кількісні характеристики сил взаємодії зарядів, встановлює закон Кулона.
2. Магнітні полюси (або стани поляризації в окремих точках) притягують або відштовхують один одного, схожим способом і завжди існують парами: кожен північний полюс не існує окремо від південного, і навпаки.
3. Електричний струм у проводі створює кругове магнітне поле навколо провідника, спрямоване (за або проти годинникової стрілки) залежно від напряму струму.
4. Струм індукується в петлі провідника під час її руху в магнітному полі, наближенні до магніту або віддалені від нього; напрямок струму залежить від напрямку цих переміщень.

Встановлення єдності електричних та магнітних явищ, яка була виявлена Ерстедом, Фарадеєм та іншими дослідниками, доповнена Джеймсом Максвеллом, а також уточнена Олівером Хевісайдом і Генріхом Герцом, є одним з ключових досягнень XIX сторіччя в математичній фізиці. Далекосяжним наслідком цього відкриття, стало розуміння природи світла як електромагнітної хвилі. Частоти цих хвиль визначають діапазон форм електромагнітного випромінювання: від радіохвиль на низьких частотах, до видимого світла на середніх, та гамма-променів на високих частотах.

## Виноски
1. ↑  Электромагнетизм // Энциклопедический словарь Брокгауза и Ефрона: В 86 томах (82 т. и 4 доп.). — СПб., 1890—1907 (рос.)